# Punto fisso
In matematica, un punto fisso per una funzione definita da un insieme in sé è un elemento coincidente con la sua immagine. 

## Definizione
In matematica, un punto fisso per una funzione {\displaystyle f:A\to A} definita su un insieme {\displaystyle A} è un elemento {\displaystyle x} in {\displaystyle A} tale che:
{\displaystyle x=f(x)}
Si tratta di un punto che la funzione mappa in sé stesso.

## Teoremi di esistenza
Alcuni teoremi molto importanti in matematica asseriscono che alcune funzioni da un insieme in sé hanno dei punti fissi. Questi teoremi si applicano in analisi matematica, analisi funzionale e topologia. Di questi, i più noti sono il teorema del punto fisso di Banach (teorema delle contrazioni) e il teorema del punto fisso di Brouwer.

## La proprietà topologica del punto fisso
Uno spazio topologico {\displaystyle X} si dice avere la proprietà del punto fisso se per ogni funzione continua {\displaystyle f:X\to X} esiste un {\displaystyle x\in X} tale che {\displaystyle f(x)=x}. La proprietà del punto fisso è un invariante topologico, cioè viene preservata dagli omeomorfismi. Inoltre, viene preservata dalle retrazioni.
Per il teorema del punto fisso di Brouwer tutti i sottoinsiemi compatti e convessi di uno spazio euclideo posseggono la proprietà del punto fisso. La sola compattezza non garantisce tale proprietà, e la convessità non è neppure una proprietà topologica, quindi ha senso chiedersi quali condizioni sulla topologia di uno spazio siano necessarie e sufficienti perché si abbia la proprietà del punto fisso. Nel 1932 Borsuk congetturò che la proprietà fosse posseduta da ogni spazio topologico compatto e contraibile. Il problema rimase aperto per 20 anni finché Kinoshita trovò un esempio di spazio compatto e contraibile che non aveva la proprietà del punto fisso.

## Sistemi dinamici

Iterazione del punto fisso di x_{n+1} = cos x_{n} con valore iniziale x_{1} = −1.

Nello studio dei sistemi dinamici, ogni punto di un'orbita periodica è un punto fisso per l'orbita.

## Esempi
Sono funzioni con punti fissi:
- Una rotazione del piano intorno ad un punto {\displaystyle P} assegnato: in questo caso {\displaystyle P} è l'unico punto fisso della rotazione.
- Una riflessione del piano rispetto ad una retta: ogni punto della retta è un punto fisso.
- Se la funzione polinomiale {\displaystyle f} sui numeri reali è definita da:

{\displaystyle f(x)=x^{2}-3x+4}
Allora 2 è un punto fisso per {\displaystyle f}: infatti, un calcolo diretto mostra che {\displaystyle f(2)=2}.
Sono funzioni senza punti fissi:
- Una rotazione della circonferenza di un angolo diverso da zero (o di un multiplo di 2π) è una funzione senza punti fissi sulla circonferenza.
- Una traslazione diversa dalla identità non ha punti fissi (la traslazione può essere definita su uno spazio vettoriale o anche su un gruppo).